# Sei Muroya
Sei Muroya (jap. 室屋 成, Muroya Sei; * 5. April 1994 in Kumatori, Präfektur Osaka) ist ein japanischer Fußballspieler. Der Verteidiger steht ab Juli 2025 beim FC Tokyo unter Vertrag und ist A-Nationalspieler.

## Karriere

### Verein
Muroya spielte in der Jugend für die Meiji-Universität. Seinen ersten Profivertrag unterschrieb er mit 22 Jahren beim FC Tokyo. Mit dem Verein aus der Landeshauptstadt spielte der Verteidiger stets in der höchsten japanischen Liga, der J1 League, und war ab der Saison 2017 Stammkraft auf der rechten defensiven Außenbahn. Sein größter Erfolg mit dem Verein war die Vizemeisterschaft hinter den Yokohama F. Marinos im Winter 2019, durch die sich der FC Tokyo für die Play-offs zur AFC Champions League 2020 qualifizieren konnte. Analog zum Rest der Welt stellte die J1 League aufgrund der COVID-19-Pandemie ihren Spielbetrieb zwischen Februar und Juli 2020 ein, der Abwehrspieler kam nach dem Wiederbeginn noch auf acht Spiele (ein Tor). 2020 gewann er mit dem Verein den J.League Cup. Im Finale besiegte man Kashiwa Reysol mit 2:1.
Zur Zweitligasaison 2020/21 wechselte Muroya dann Mitte August ablösefrei in die deutsche 2. Bundesliga zu Hannover 96. Er unterschrieb bei den Niedersachsen einen Dreijahresvertrag und trifft dort auf seinen Nationalmannschaftskollegen Genki Haraguchi. Muroya etablierte sich bereits in seiner Premierensaison als Stammspieler in Hannover. Hauptsächlich wird er dort als Rechtsverteidiger eingesetzt, zeitweise jedoch auch im Mittelfeld. Sein erstes Tor für die Niedersachsen erzielte er am 19. August 2022 beim 4:0-Sieg über den 1. FC Magdeburg.
Muroyas derzeitiger Vertrag läuft bis Juni 2025. Er verlängerte diesen nicht und kehrte nach Japan zum FC Tokyo zurück.

### Nationalmannschaft
Mit der japanischen Nationalmannschaft qualifizierte er sich für die Olympischen Sommerspiele 2016.
Muroya wurde 2017 in den Kader der japanischen Fußballnationalmannschaft berufen und kam bei der Fußball-Ostasienmeisterschaft 2017 zum Einsatz. Er wurde in den Kader der Asienmeisterschaft 2019 berufen. Er hat insgesamt vier Länderspiele für Japan bestritten.

## Erfolge

### Verein
FC Tokyo
- J.League Cup: 2020

### Nationalmannschaft
Japan U23
- U23-Asienmeister: 2016